# Волошно (озеро, Пустошкинский район)
Волошно или Шалахово — озеро в Гультяевской волости Пустошкинского района Псковской области.
Площадь — 1,7 км² (174,3 га, с островами — 176,5 га). Максимальная глубина — 7,0 м, средняя глубина — 3,0 м.
На берегу озера расположена деревня Шалахово.
Проточное. Относится к бассейну реки Неведрянка, притока реки Великой.
Тип озера лещово-уклейный с судаком. Массовые виды рыб: щука, окунь, плотва, лещ, судак, язь, линь, налим, ерш, красноперка, щиповка, вьюн, пескарь, уклея, густера, карась; широкопалый рак (единично).
Для озера характерно в литорали — песок, заиленный песок, ил, в центре — ил, в прибрежье — леса, луга, болото.